# Rithy Panh
Rithy Panh (* 18. April 1964 in Phnom Penh) ist ein kambodschanischer Dokumentarfilmer.

## Leben
Rithys Filme beschäftigen sich mit der Folgezeit nach dem Genozid in Kambodscha unter dem Rote-Khmer-Regime. Seine Werke nehmen stets einen verbindlichen Standpunkt ein, da seine Familie im Jahr 1975 durch die Roten Khmer aus Phnom Penh vertrieben wurde und seine Eltern und enge Verwandte in einem Arbeitslager auf dem Lande an Hunger und Erschöpfung starben.
1979 floh er nach Thailand, wo er in einem Flüchtlingslager bei Mairut Unterkunft finden konnte. Schließlich gelang es ihm, nach Frankreich auszureisen und sich in Paris niederzulassen. 1985 wurde er an der französischen Filmhochschule Ecole Nationale Supérieure des métiers de l’image et du son zugelassen, machte dort seinen Abschluss und kehrte 1990 wieder nach Kambodscha zurück, behielt aber Paris als Wohnsitz bei.
Lange Zeit verdrängte Rithy Panh seine Vergangenheit und wollte nicht über sie sprechen. Seiner Ansicht nach ist es natürlich, dass Menschen schlimme Erfahrungen vergessen und verdrängen wollen, doch auf der anderen Seite ist ein Genozid, wie er in Kambodscha geschah, zutiefst unnatürlich, und es ist unmöglich, ihn aus dem Gedächtnis zu verbannen. Nach eigener Aussage kam er irgendwann an den Punkt in seinem Leben, wo er erkannte, dass man Frieden mit der Vergangenheit schließen müsse, um sich der Zukunft zu stellen, und so reifte in ihm der Entschluss, Filmemacher zu werden. Im Wesentlichen erzählen seine Filme etwas über Individuen und wie diese mit den historischen Ereignissen im Land konfrontiert wurden.
Im Mai 2025 wurde bekanntgegeben, dass Panh zum Präsident der Jury der 78. Locarno Film Festival ausgewählt wurde.

## Wichtige Werke
Sein erster Dokumentarfilm Site 2 erhielt auf dem Filmfestival von Amiens den Grand Prix du Documentaire.
1994 drehte er das Dokudrama Rice People über eine Bauernfamilie, die im Nach-Khmer-Rouge-Kambodscha um ihr Überleben kämpft.
Bophana, une tragédie cambodgienne von 1996 beschreibt das Schicksal eines jungen Paares, Ly Sitha und Bophana, nach der Machtübernahme durch die Roten Khmer: es wird verhaftet, gefoltert und schließlich ermordet.
In The Land of Wandering Souls aus dem Jahr 2000 geht es wieder um den Überlebenskampf einer Familie. Daneben zeigt er den Weg Kambodschas in die Moderne: Arbeiter heben unter großer Mühsal einen Graben quer durch das Land für das erste kambodschanische Glasfaserkabel aus.
2003 dreht er eine Dokumentation über das Tuol-Sleng-Foltergefängnis, wo er ehemalige Gefangene, unter anderem den Maler Vann Nath oder Chum Mey, und ihre Peiniger für eine Auseinandersetzung mit Kambodschas jüngster Geschichte miteinander konfrontiert.

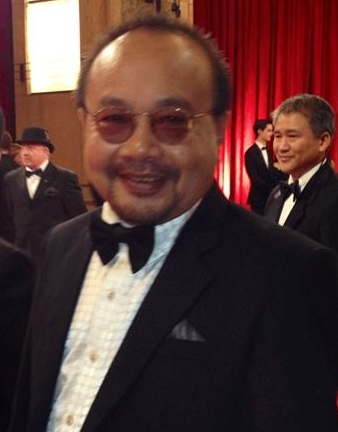
Rithy Panh (2014)

Des Weiteren erzählt er in dem 2005 gefertigten Dokudrama The Burnt Theater über eine Theatergruppe, die die ausgebrannten Reste des Suramet Theaters in Phnom Penh besetzt, das 1994 einer Feuersbrunst zum Opfer fiel, aber niemals wieder aufgebaut wurde.
Sein 2006 gedrehter Film Le Papier ne peut pas envelopper la braise erhielt in der Sparte „Kreative Dokumentationen“ beim International Festival of Audiovisual Programs 2007 den ersten Preis. Er behandelt das Schicksal von Prostituierten in Phnom Penh, die einem teuflischen Umfeld ausgesetzt sind, das sich aus der Gnade ihrer Kunden, der Zuhälter und der Polizei sowie der AIDS- und Drogen-Problematik zusammensetzt.
Im Jahr 2013 wurde sein Dokumentarfilm Das fehlende Bild (L’Image manquante) auf den Filmfestspielen von Cannes mit dem Hauptpreis der Sektion Un Certain Regard ausgezeichnet.
2020 erhielt Panh für seinen Dokumentarfilm Irradiés eine Einladung in den Wettbewerb der 70. Internationalen Filmfestspiele Berlin. Zwei Jahre später folgte eine erneute Einladung in den Wettbewerb für Everything Will Be Ok.

## Bophana-Dokumentationszentrum und -Filmhochschule
Rithy Panh plant noch viele weitere Projekte. Das wichtigste ist die Gründung und der Aufbau des Bophana-Zentrums für audiovisuelle Ressourcen (BARC) in der kambodschanischen Hauptstadt. Er gehört neben dem Filmemacher Ieu Pannakar, der im kambodschanischen Kulturministerium für die Film-Abteilung zuständig ist, zu dessen Gründungskomitee. Das BARC hat sich die elektronische Archivierung historischer Bild-, Film- und Tondokumente über und aus Kambodscha zur Aufgabe gemacht, die auf diese Art und Weise erhalten und einer breiten Öffentlichkeit zugänglich gemacht werden sollen. U.a. wurden dort sechs Filme der Gebrüder Lumière aus dem Jahr 1899 archiviert, die in Phnom Penh und Angkor aufgenommen worden waren. Außerdem besteht die Absicht, dort in Zukunft kambodschanische Filmemacher auszubilden, wofür spezielle Studiengänge eingerichtet werden, deren Abschlüsse international anerkannt sein sollen.

## Ehrungen
- 2004 Albert-Londres-Preis (audiovisuelle Medien) für S21, le machine de mort Khmère rouge
- 2011 Ehrendoktor der Universität Paris VIII
- 2013 Un Certain Regard für die Dokumentation Das fehlende Bild
- Médaille de la Ville de Paris

## Filmografie
- 1989: Das Land der anderen (Site 2)
- 1990: Cinéma de notre temps: Souleymane Cissé
- 1991: Cambodia, entre guerre et paix
- 1994: Das Reisfeld (Neak Sre)
- 1996: Bophana, une tragédie cambodgienne
- 1998: Eine Liebe nach dem Krieg (Un soir après la guerre)
- 2000: La terre des âmes errantes
- 2001: Im fernen Osten von Paris (Que la barque se brise, que la jonque s'entrouvre)
- 2003: S-21: Die Todesmaschine der Roten Khmer (S-21, la machine de mort Khmère rouge)
- 2004: Les gens d'Angkor
- 2005: Les artistes du Théâtre Brûlé
- 2007: Le Papier ne peut pas envelopper la braise
- 2008: Un barrage contre le Pacifique
- 2011: Duch, le maître des forges de l’enfer
- 2011: Der Fang (Gibier d'élevage)
- 2013: Das fehlende Bild (L’Image manquante)
- 2015: Exil
- 2017: Der weite Weg der Hoffnung (First They Killed My Father: A Daughter of Cambodia Remembers)
- 2020: Irradiés
- 2024: Rendez-vous avec Pol Pot

## Schriften
- Rithy Panh, Christine Chaumeau: La machine khmère rouge. Monti Santésok S-21, Paris: Flammarion, 2003.
- Rithy Panh, Louise Lorentz: Le papier ne peut pas envelopper la braise, Paris: Grasset, 2007.
- Rithy Panh, Christophe Bataille: L’Élimination, Grasset, Paris 2012, ISBN 978-2-246-77281-1.
  - dt. Auslöschung. Ein Überlebender der Roten Khmer berichtet, Aus dem Französischen von Hainer Kober. Hoffmann und Campe Verlag, Hamburg 2013, ISBN 978-3-455-50264-0.